# Feldmaß
Ein Feldmaß ist ein Flächenmaß und gibt die Größe von land- und forstwirtschaftlich genutzten Flächen an. Alte Feldmaße sind Morgen, Acker, Scheffel, Joch, Juchart, Hufe, Tagewerk. Noch heute verwendete Feldmaße sind Hektar und Ar.
Das Feldmaß war in Lübeck nach Lasten festgelegt und war sehr unterschiedlich. Die Lasten entsprachen dem Ertrag von einer Fläche mit 96 Scheffel. Unterschiedlicher Bodenertrag ergab ein Feldmaß zwischen 60 und 80 Quadratruten.